# Jon Kranhouse
Jon Ramond Kranhouse (* 1956) ist ein US-amerikanischer Kameramann, Erfinder und Unternehmer.

## Leben
Da er seit 1973 regelmäßig seinem Hobby, dem Tauchen, nachging, verband er früh sein Hobby mit seinem Beruf und konnte sich schnell einen guten Ruf als Experte für Kameraaufnahmen unter Wasser machen. So meldete er beispielsweise 1995 mit einer Taucherkameramaske unter den Namen Diving mask with lenses and method of fabricating the same und 2001 Teleskopoptik für Tauchermasken unter dem Namen Panoramic reverse Galilean telescope optics for an underwater diving mask zum Patent an.
Allerdings wurde er speziell für seine Luftaufnahmen als Kameramann bekannt, denn bereits in Filmen wie Die Frau vom Boß und Star Trek IV: Zurück in die Gegenwart konnte er 1986 sein Handwerk zeigen und wurde fortan für unzählige Filmprojekte wie Hot Shots! – Die Mutter aller Filme, Hot Shots! Der zweite Versuch und Operation – Broken Arrow für weitere Luftaufnahmen engagiert. Dabei konnte er sich soviel Know-how aneignen, dass er bereits ab 1991 mit der NASA und größeren Flugzeugherstellern wie Boeing und British Aerospace zusammenarbeitete.

## Filmografie
- 1982: CBS Afternoon Playhouse (Fernsehserie, 1 Episode)
- 1983: CBS Children’s Mystery Theatre (Fernsehserie, 1 Episode)
- 1983: Olivia – Im Blutrausch des Wahnsinns (Olivia)
- 1983: Todesschwadron (Deadly Force)
- 1984–1986: CBS Schoolbreak Special (Fernsehserie, 2 Episoden)
- 1986: Freitag der 13. Teil VI – Jason lebt (Friday the 13th Part VI: Jason Lives)
- 1986: Die Frau vom Boß (The Boss' Wife) (Luftkamera)
- 1986: Star Trek IV: Zurück in die Gegenwart (Star Trek IV: The Voyage Home) (Luftkamera)
- 1987: Die Vergangenheit der Senatorin (Stillwatch)
- 1989: Karate Tiger 3 – Der Kickboxer (Kickboxer)
- 1991: Ein Fremder in unserer Mitte (Stranger in the Family)
- 1991: Hot Shots! – Die Mutter aller Filme (Hot Shots!) (Luftkamera)
- 1991: Laras schönster Tag (Lucky Day)
- 1991: Reason for Living: The Jill Ireland Story
- 1993: Hot Shots! Der zweite Versuch (Hot Shots! Part Deux) (Luftkamera)
- 1995: Decoy – Tödlicher Auftrag (Decoy)
- 1996: Operation – Broken Arrow (Broken Arrow) (Luftkamera)

## Auszeichnungen
ASC Award
- 1992: Nominierung als Outstanding Achievement in Cinematography in Movies of the Week/Pilots für Reason for Living: The Jill Ireland Story

Daytime Emmy Award
- 1995: Nominierung als Outstanding Achievement in Cinematography für CBS Schoolbreak Special